# Groupe BMW
Bayerische Motoren Werke AG (BMW AG) ou plus communément appelé BMW Group (en français : Groupe BMW), est un groupe automobile allemand fondé en 1916 par Gustav Otto et Karl Friedrich Rapp et basé à Munich en Bavière. Il commercialise des automobiles à travers ses marques BMW, Mini et Rolls-Royce, ainsi que des motocyclettes sous la marque BMW.

## Histoire

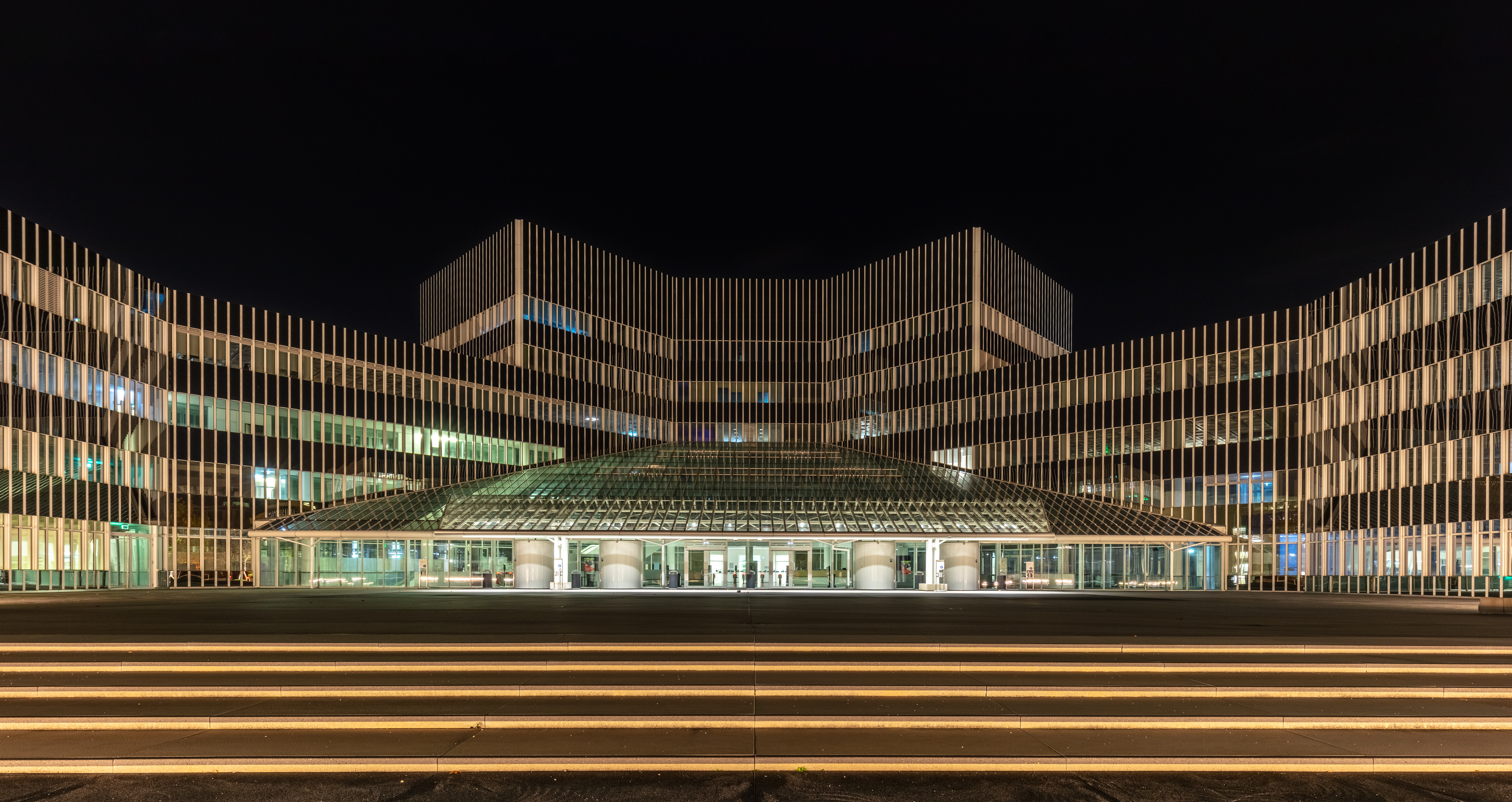
Le BMW Group Forschungs- und Innovationszentrum à Munich. Octobre 2022.

En 1934, BMW, qui fabriquait des moteurs d'avion depuis 1913, sépare son activité aéronautique au sein de la BMW Flugmotorenbau, de son activité automobile. Après la Seconde Guerre mondiale, l’activité motoriste continue avec principalement la production de moteurs sous licence General Electric ou Rolls-Royce. La compagnie est renommée « BMW Triebwerkbau » en 1957. En 1965, MAN AG rachète la division aéronautique et à partir de cette date, BMW se concentre uniquement sur son activité automobile et deux-roues.
En 1966, BMW rachète le constructeur allemand Glas.
En janvier 1994, sous l'ère Bernd Pischetsrieder, la société prend le contrôle du groupe Rover constitué des marques Rover, MG, Mini et Land Rover. Six ans plus tard, Rover continue à subir des pertes colossales et BMW cède Rover et Morris Garage au consortium Phoenix Venture Holdings (en) (PVH).
En décembre 1994, BMW signe un accord avec Vickers propriétaire de Rolls Royce et Bentley, pour la production commune de moteurs.
En 1998, BMW rachète le fabricant de voitures de luxe Rolls-Royce, qui commercialise la Rolls-Royce Phantom en janvier 2003, son premier modèle en tant que filiale de BMW.
En février 1999, BMW limoge Bernd Pieschetsrieder et nomme Joachim Milberg à la tête du groupe BMW.
Le 17 mars 2000, le groupe vend Land Rover à Ford pour 3 milliards d'euros soit 2,8 milliards de dollars. La vente a été signée à Munich par Joachim Milberg, président du groupe BMW et Jacques Nasser, président du constructeur américain.
Pendant cette même période, le groupe BMW conserve la marque Mini et les droits de production du nouveau modèle présenté l'année suivante.
En 2007, BMW rachète au groupe italien MV Agusta le constructeur de motos suédois Husqvarna que la marque intègre dans sa division moto, BMW Motorrad, et annonce poursuivre la production en Italie.
Le 31 janvier 2013, BMW vend Husqvarna au constructeur autrichien Pierer Industrie AG, pour se concentrer sur la production de véhicules urbains et électriques.
En août 2015, le finlandais Nokia vend sa filiale de cartographie HERE WeGo à un consortium de constructeurs automobiles allemands incluant Daimler, Audi et BMW pour 2,8 milliards d'euros.
En février 2018, le groupe BMW rachète la totalité des parts de DriveNow, un service d'autopartage, à la société allemande Sixt.
En mars 2018, Daimler et BMW fusionnent leurs services de mobilité.
En août 2019, Oliver Zipse remplace Harald Krüger à la direction du groupe BMW.
En mars 2022, BMW Group annonce l'acquisition pour fin 2025 de la marque Alpina (Alpina Burkard Bovensiepen GmbH & Co. KG), constructeur automobile allemand spécialisé sur les BMW sportives, à l’issue de l’accord de coopération en cours, signé en 2020 pour une durée de 5 ans.

## Direction de l'entreprise

### Conseil de surveillance
Le président du conseil de surveillance est Norbert Reithofer, depuis le 13 mai 2015.
| Portrait                           | Identité                       | Période  | Période | Durée |
| Portrait                           | Identité                       | Début    | Fin     | Durée |
| ---------------------------------- | ------------------------------ | -------- | ------- | ----- |
| Norbert Reithofer, 2 février 2012. | Norbert Reithofer (né en 1956) | mai 2015 |         |       |

### Directoire
Le directoire comprend :
- Oliver Zipse (en), président du directoire et directeur général (depuis le 16 août 2019) ;
- Milagros Caiña Carreiro-Andree (de) (ressources humaines, relations industrielles, production) ;
- Ian Robertson (ventes et marketing) ;
- Friedrich Eichiner (finances) ;
- Stefanie Wurst, présidente de la marque Mini[21] ;
- Bernd Körber, responsable de la gestion de la production et de l'entreprise connectée[22]
- Pieter Nota (de), (responsable des ventes de Mini, Rolls-Royce, BMW et du service-après-vente du groupe BMW) ;
- Markus Schramm, président de BMW Motorrad[23] ;
- Peter Schwarzenbauer (de) (membre du conseil de direction et responsable stratégie électromobilité)[24] ;
- Klaus Dräger (achats et réseaux de fournisseurs) ;
- Klaus Fröhlich (responsable du développement et des ventes des motos).

| Portrait     | Identité                       | Période   | Période | Durée |
| Portrait     | Identité                       | Début     | Fin     | Durée |
| ------------ | ------------------------------ | --------- | ------- | ----- |
| Oliver Zipse | Oliver Zipse (en) (né en 1964) | août 2019 |         |       |

## Actionnariat
| Stefan Quandt                        | 25,8%  |
| Susanne Klatten                      | 20,9%  |
| Thornburg Investment Management      | 0,25%  |
| Harris Associates                    | 0,16%  |
| Pilgrim Advisors                     | 0,066% |
| Enseignants retraités du Texas       | 0,061% |
| MFS Investment Management Canada     | 0,050% |
| Mason Street Advisors                | 0,037% |
| Nationwide Fund Advisors             | 0,036% |
| Charles Schwab Investment Management | 0,036% |

## Économie

### Chiffres de ventes
| Année | Ventes mondiales du groupe BMW (automobiles) | Ventes mondiales du groupe BMW (automobiles) | Ventes mondiales du groupe BMW (automobiles) | Ventes mondiales du groupe BMW (automobiles) | Ventes mondiales du groupe BMW (automobiles) | Ventes mondiales du groupe BMW (automobiles) | Ventes mondiales du groupe BMW (automobiles) | Ventes mondiales du groupe BMW (automobiles) | Ventes mondiales du groupe BMW (automobiles) | Ventes mondiales du groupe BMW (automobiles) | Ventes mondiales du groupe BMW (automobiles) | Ventes mondiales du groupe BMW (automobiles) | Ventes mondiales du groupe BMW (automobiles) | Ventes mondiales du groupe BMW (automobiles) | Ventes mondiales du groupe BMW (automobiles) | Ventes mondiales du groupe BMW (automobiles) | Ventes mondiales du groupe BMW (automobiles) | Ventes mondiales du groupe BMW (automobiles) | Ventes mondiales du groupe BMW (automobiles) | Ventes mondiales du groupe BMW (automobiles) | Ventes mondiales du groupe BMW (automobiles) | Ventes mondiales du groupe BMW (automobiles) | Ventes mondiales du groupe BMW (automobiles) | Ventes mondiales du groupe BMW (automobiles) | Ventes mondiales du groupe BMW (automobiles) | Ventes mondiales du groupe BMW (automobiles) | Ventes mondiales du groupe BMW (automobiles) | Ventes mondiales du groupe BMW (automobiles) | Ventes mondiales du groupe BMW (automobiles) | Ventes mondiales du groupe BMW (automobiles) | Ventes mondiales du groupe BMW (automobiles) | Ventes mondiales du groupe BMW (automobiles) | Ventes mondiales du groupe BMW (automobiles) | Ventes mondiales du groupe BMW (automobiles) | Ventes mondiales du groupe BMW (automobiles) | Ventes mondiales du groupe BMW (automobiles) | Ventes mondiales du groupe BMW (automobiles) | Ventes mondiales du groupe BMW (automobiles) | Ventes mondiales du groupe BMW (automobiles) | Ventes mondiales du groupe BMW (automobiles) | Ventes mondiales du groupe BMW (automobiles) | Ventes mondiales du groupe BMW (automobiles) | Ventes mondiales du groupe BMW (automobiles) | Ventes mondiales du groupe BMW (automobiles) | Ventes mondiales du groupe BMW (automobiles) | Ventes mondiales du groupe BMW (automobiles) | Ventes mondiales du groupe BMW (automobiles) | Ventes mondiales du groupe BMW (automobiles) | Ventes mondiales du groupe BMW (automobiles) | Ventes mondiales du groupe BMW (automobiles) | Ventes mondiales du groupe BMW (automobiles) | Ventes mondiales du groupe BMW (automobiles) | Ventes mondiales du groupe BMW (automobiles) | Ventes mondiales du groupe BMW (automobiles) | Ventes mondiales du groupe BMW (automobiles) | Ventes mondiales du groupe BMW (automobiles) | Ventes mondiales du groupe BMW (automobiles) | Ventes mondiales du groupe BMW (automobiles) | Ventes mondiales du groupe BMW (automobiles) | Ventes mondiales du groupe BMW (automobiles) | Ventes mondiales du groupe BMW (automobiles) |
| ----- | -------------------------------------------- | -------------------------------------------- | -------------------------------------------- | -------------------------------------------- | -------------------------------------------- | -------------------------------------------- | -------------------------------------------- | -------------------------------------------- | -------------------------------------------- | -------------------------------------------- | -------------------------------------------- | -------------------------------------------- | -------------------------------------------- | -------------------------------------------- | -------------------------------------------- | -------------------------------------------- | -------------------------------------------- | -------------------------------------------- | -------------------------------------------- | -------------------------------------------- | -------------------------------------------- | -------------------------------------------- | -------------------------------------------- | -------------------------------------------- | -------------------------------------------- | -------------------------------------------- | -------------------------------------------- | -------------------------------------------- | -------------------------------------------- | -------------------------------------------- | -------------------------------------------- | -------------------------------------------- | -------------------------------------------- | -------------------------------------------- | -------------------------------------------- | -------------------------------------------- | -------------------------------------------- | -------------------------------------------- | -------------------------------------------- | -------------------------------------------- | -------------------------------------------- | -------------------------------------------- | -------------------------------------------- | -------------------------------------------- | -------------------------------------------- | -------------------------------------------- | -------------------------------------------- | -------------------------------------------- | -------------------------------------------- | -------------------------------------------- | -------------------------------------------- | -------------------------------------------- | -------------------------------------------- | -------------------------------------------- | -------------------------------------------- | -------------------------------------------- | -------------------------------------------- | -------------------------------------------- | -------------------------------------------- | -------------------------------------------- | -------------------------------------------- |
| Année | 1 400 000                                    |                                              |                                              |                                              |                                              | 1 500 000                                    |                                              |                                              |                                              |                                              | 1 600 000                                    |                                              |                                              |                                              |                                              | 1 700 000                                    |                                              |                                              |                                              |                                              | 1 800 000                                    |                                              |                                              |                                              |                                              | 1 900 000                                    |                                              |                                              |                                              |                                              | 2 000 000                                    |                                              |                                              |                                              |                                              | 2 100 000                                    |                                              |                                              |                                              |                                              | 2 200 000                                    |                                              |                                              |                                              |                                              | 2 300 000                                    |                                              |                                              |                                              |                                              | 2 400 000                                    |                                              |                                              |                                              |                                              | 2 500 000                                    |                                              |                                              |                                              |                                              | 2 600 000'                                   |
| 2011  | 1 668 982                                    | 1 668 982                                    | 1 668 982                                    | 1 668 982                                    | 1 668 982                                    | 1 668 982                                    | 1 668 982                                    | 1 668 982                                    | 1 668 982                                    | 1 668 982                                    | 1 668 982                                    | 1 668 982                                    | 1 668 982                                    | 1 668 982                                    |                                              |                                              |                                              |                                              |                                              |                                              |                                              |                                              |                                              |                                              |                                              |                                              |                                              |                                              |                                              |                                              |                                              |                                              |                                              |                                              |                                              |                                              |                                              |                                              |                                              |                                              |                                              |                                              |                                              |                                              |                                              |                                              |                                              |                                              |                                              |                                              |                                              |                                              |                                              |                                              |                                              |                                              |                                              |                                              |                                              |                                              |                                              |
| 2012  | 1 845 186                                    | 1 845 186                                    | 1 845 186                                    | 1 845 186                                    | 1 845 186                                    | 1 845 186                                    | 1 845 186                                    | 1 845 186                                    | 1 845 186                                    | 1 845 186                                    | 1 845 186                                    | 1 845 186                                    | 1 845 186                                    | 1 845 186                                    | 1 845 186                                    | 1 845 186                                    | 1 845 186                                    | 1 845 186                                    | 1 845 186                                    | 1 845 186                                    | 1 845 186                                    | 1 845 186                                    | 1 845 186                                    |                                              |                                              |                                              |                                              |                                              |                                              |                                              |                                              |                                              |                                              |                                              |                                              |                                              |                                              |                                              |                                              |                                              |                                              |                                              |                                              |                                              |                                              |                                              |                                              |                                              |                                              |                                              |                                              |                                              |                                              |                                              |                                              |                                              |                                              |                                              |                                              |                                              |                                              |
| 2013  | 1 963 798                                    | 1 963 798                                    | 1 963 798                                    | 1 963 798                                    | 1 963 798                                    | 1 963 798                                    | 1 963 798                                    | 1 963 798                                    | 1 963 798                                    | 1 963 798                                    | 1 963 798                                    | 1 963 798                                    | 1 963 798                                    | 1 963 798                                    | 1 963 798                                    | 1 963 798                                    | 1 963 798                                    | 1 963 798                                    | 1 963 798                                    | 1 963 798                                    | 1 963 798                                    | 1 963 798                                    | 1 963 798                                    | 1 963 798                                    | 1 963 798                                    | 1 963 798                                    | 1 963 798                                    | 1 963 798                                    | 1 963 798                                    |                                              |                                              |                                              |                                              |                                              |                                              |                                              |                                              |                                              |                                              |                                              |                                              |                                              |                                              |                                              |                                              |                                              |                                              |                                              |                                              |                                              |                                              |                                              |                                              |                                              |                                              |                                              |                                              |                                              |                                              |                                              |                                              |
| 2014  | 2 117 965                                    | 2 117 965                                    | 2 117 965                                    | 2 117 965                                    | 2 117 965                                    | 2 117 965                                    | 2 117 965                                    | 2 117 965                                    | 2 117 965                                    | 2 117 965                                    | 2 117 965                                    | 2 117 965                                    | 2 117 965                                    | 2 117 965                                    | 2 117 965                                    | 2 117 965                                    | 2 117 965                                    | 2 117 965                                    | 2 117 965                                    | 2 117 965                                    | 2 117 965                                    | 2 117 965                                    | 2 117 965                                    | 2 117 965                                    | 2 117 965                                    | 2 117 965                                    | 2 117 965                                    | 2 117 965                                    | 2 117 965                                    | 2 117 965                                    | 2 117 965                                    | 2 117 965                                    | 2 117 965                                    | 2 117 965                                    | 2 117 965                                    | 2 117 965                                    |                                              |                                              |                                              |                                              |                                              |                                              |                                              |                                              |                                              |                                              |                                              |                                              |                                              |                                              |                                              |                                              |                                              |                                              |                                              |                                              |                                              |                                              |                                              |                                              |                                              |
| 2015  | 2 247 485                                    | 2 247 485                                    | 2 247 485                                    | 2 247 485                                    | 2 247 485                                    | 2 247 485                                    | 2 247 485                                    | 2 247 485                                    | 2 247 485                                    | 2 247 485                                    | 2 247 485                                    | 2 247 485                                    | 2 247 485                                    | 2 247 485                                    | 2 247 485                                    | 2 247 485                                    | 2 247 485                                    | 2 247 485                                    | 2 247 485                                    | 2 247 485                                    | 2 247 485                                    | 2 247 485                                    | 2 247 485                                    | 2 247 485                                    | 2 247 485                                    | 2 247 485                                    | 2 247 485                                    | 2 247 485                                    | 2 247 485                                    | 2 247 485                                    | 2 247 485                                    | 2 247 485                                    | 2 247 485                                    | 2 247 485                                    | 2 247 485                                    | 2 247 485                                    | 2 247 485                                    | 2 247 485                                    | 2 247 485                                    | 2 247 485                                    | 2 247 485                                    | 2 247 485                                    | 2 247 485                                    |                                              |                                              |                                              |                                              |                                              |                                              |                                              |                                              |                                              |                                              |                                              |                                              |                                              |                                              |                                              |                                              |                                              |                                              |
| 2017  | 2 460 000                                    | 2 460 000                                    | 2 460 000                                    | 2 460 000                                    | 2 460 000                                    | 2 460 000                                    | 2 460 000                                    | 2 460 000                                    | 2 460 000                                    | 2 460 000                                    | 2 460 000                                    | 2 460 000                                    | 2 460 000                                    | 2 460 000                                    | 2 460 000                                    | 2 460 000                                    | 2 460 000                                    | 2 460 000                                    | 2 460 000                                    | 2 460 000                                    | 2 460 000                                    | 2 460 000                                    | 2 460 000                                    | 2 460 000                                    | 2 460 000                                    | 2 460 000                                    | 2 460 000                                    | 2 460 000                                    | 2 460 000                                    | 2 460 000                                    | 2 460 000                                    | 2 460 000                                    | 2 460 000                                    | 2 460 000                                    | 2 460 000                                    | 2 460 000                                    | 2 460 000                                    | 2 460 000                                    | 2 460 000                                    | 2 460 000                                    | 2 460 000                                    | 2 460 000                                    | 2 460 000                                    | 2 460 000                                    | 2 460 000                                    | 2 460 000                                    | 2 460 000                                    | 2 460 000                                    | 2 460 000                                    | 2 460 000                                    | 2 460 000                                    | 2 460 000                                    | 2 460 000                                    |                                              |                                              |                                              |                                              |                                              |                                              |                                              |                                              |
| 2018  | 2 490 664                                    | 2 490 664                                    | 2 490 664                                    | 2 490 664                                    | 2 490 664                                    | 2 490 664                                    | 2 490 664                                    | 2 490 664                                    | 2 490 664                                    | 2 490 664                                    | 2 490 664                                    | 2 490 664                                    | 2 490 664                                    | 2 490 664                                    | 2 490 664                                    | 2 490 664                                    | 2 490 664                                    | 2 490 664                                    | 2 490 664                                    | 2 490 664                                    | 2 490 664                                    | 2 490 664                                    | 2 490 664                                    | 2 490 664                                    | 2 490 664                                    | 2 490 664                                    | 2 490 664                                    | 2 490 664                                    | 2 490 664                                    | 2 490 664                                    | 2 490 664                                    | 2 490 664                                    | 2 490 664                                    | 2 490 664                                    | 2 490 664                                    | 2 490 664                                    | 2 490 664                                    | 2 490 664                                    | 2 490 664                                    | 2 490 664                                    | 2 490 664                                    | 2 490 664                                    | 2 490 664                                    | 2 490 664                                    | 2 490 664                                    | 2 490 664                                    | 2 490 664                                    | 2 490 664                                    | 2 490 664                                    | 2 490 664                                    | 2 490 664                                    | 2 490 664                                    | 2 490 664                                    | 2 490 664                                    | 2 490 664                                    |                                              |                                              |                                              |                                              |                                              |                                              |
| 2019  | 2 520 307                                    | 2 520 307                                    | 2 520 307                                    | 2 520 307                                    | 2 520 307                                    | 2 520 307                                    | 2 520 307                                    | 2 520 307                                    | 2 520 307                                    | 2 520 307                                    | 2 520 307                                    | 2 520 307                                    | 2 520 307                                    | 2 520 307                                    | 2 520 307                                    | 2 520 307                                    | 2 520 307                                    | 2 520 307                                    | 2 520 307                                    | 2 520 307                                    | 2 520 307                                    | 2 520 307                                    | 2 520 307                                    | 2 520 307                                    | 2 520 307                                    | 2 520 307                                    | 2 520 307                                    | 2 520 307                                    | 2 520 307                                    | 2 520 307                                    | 2 520 307                                    | 2 520 307                                    | 2 520 307                                    | 2 520 307                                    | 2 520 307                                    | 2 520 307                                    | 2 520 307                                    | 2 520 307                                    | 2 520 307                                    | 2 520 307                                    | 2 520 307                                    | 2 520 307                                    | 2 520 307                                    | 2 520 307                                    | 2 520 307                                    | 2 520 307                                    | 2 520 307                                    | 2 520 307                                    | 2 520 307                                    | 2 520 307                                    | 2 520 307                                    | 2 520 307                                    | 2 520 307                                    | 2 520 307                                    | 2 520 307                                    | 2 520 307                                    | 2 520 307                                    |                                              |                                              |                                              |                                              |
| 2021  | 2 521 525                                    | 2 521 525                                    | 2 521 525                                    | 2 521 525                                    | 2 521 525                                    | 2 521 525                                    | 2 521 525                                    | 2 521 525                                    | 2 521 525                                    | 2 521 525                                    | 2 521 525                                    | 2 521 525                                    | 2 521 525                                    | 2 521 525                                    | 2 521 525                                    | 2 521 525                                    | 2 521 525                                    | 2 521 525                                    | 2 521 525                                    | 2 521 525                                    | 2 521 525                                    | 2 521 525                                    | 2 521 525                                    | 2 521 525                                    | 2 521 525                                    | 2 521 525                                    | 2 521 525                                    | 2 521 525                                    | 2 521 525                                    | 2 521 525                                    | 2 521 525                                    | 2 521 525                                    | 2 521 525                                    | 2 521 525                                    | 2 521 525                                    | 2 521 525                                    | 2 521 525                                    | 2 521 525                                    | 2 521 525                                    | 2 521 525                                    | 2 521 525                                    | 2 521 525                                    | 2 521 525                                    | 2 521 525                                    | 2 521 525                                    | 2 521 525                                    | 2 521 525                                    | 2 521 525                                    | 2 521 525                                    | 2 521 525                                    | 2 521 525                                    | 2 521 525                                    | 2 521 525                                    | 2 521 525                                    | 2 521 525                                    | 2 521 525                                    | 2 521 525                                    |                                              |                                              |                                              |                                              |
| 2022  | 2 399 636                                    | 2 399 636                                    | 2 399 636                                    | 2 399 636                                    | 2 399 636                                    | 2 399 636                                    | 2 399 636                                    | 2 399 636                                    | 2 399 636                                    | 2 399 636                                    | 2 399 636                                    | 2 399 636                                    | 2 399 636                                    | 2 399 636                                    | 2 399 636                                    | 2 399 636                                    | 2 399 636                                    | 2 399 636                                    | 2 399 636                                    | 2 399 636                                    | 2 399 636                                    | 2 399 636                                    | 2 399 636                                    | 2 399 636                                    | 2 399 636                                    | 2 399 636                                    | 2 399 636                                    | 2 399 636                                    | 2 399 636                                    | 2 399 636                                    | 2 399 636                                    | 2 399 636                                    | 2 399 636                                    | 2 399 636                                    | 2 399 636                                    | 2 399 636                                    | 2 399 636                                    | 2 399 636                                    | 2 399 636                                    | 2 399 636                                    | 2 399 636                                    | 2 399 636                                    | 2 399 636                                    | 2 399 636                                    | 2 399 636                                    | 2 399 636                                    | 2 399 636                                    | 2 399 636                                    | 2 399 636                                    | 2 399 636                                    |                                              |                                              |                                              |                                              |                                              |                                              |                                              |                                              |                                              |                                              |                                              |